# Демидов, Сергей Фёдорович
Сергей Фёдорович Демидов (1905—1980) — экономист в области сельского хозяйства. Доктор экономических наук (1973), профессор (1959), академик ВАСХНИЛ (1948—1965).

## Биография
Родился 6 октября 1905 г. в селе Семёновская отрада Михневского района Московской области.
В 1929 году закончил Московскую сельскохозяйственную академию им. К. А. Тимирязева (МСХА).
В 1929—1930 гг. — агроном МТС и Зайковского райколхозсоюза.
В 1930—1938 гг. — аспирант, старший научный сотрудник, заведующий сектором во ВНИИ экономики сельского хозяйства.
В 1938—1954 гг. — работал в Госплане СССР начальником отдела управления сельским хозяйством, заместителем председателя.
В 1948—1954 гг. — профессор, заведующий кафедрой сельского хозяйства в МГУ им. М. В. Ломоносова.
В 1954—1957 гг. — работал в Госплане СССР заместителем начальника отдела Госэкономкомиссии.
В 1957—1980 гг. — профессор, заведующий кафедрой планирования сельского хозяйства в МСХА.

## Научные работы
Участвовал в планировании народного хозяйства СССР и подготовке научных и методологических основ планового сельского хозяйства. Доказывал потребность во взаимосвязанном планировании производства колхозов и совхозов с общегосударственными планами, изучал воздействие экономических рычагов в управлении и планировании хозяйством. Изучал экономические вопросы организации производства сельскохозяйственной продукции в пригородных зонах городов СССР.

## Выступление на августовской сессии ВАСХНИЛ 1948 г
Выступил на августовской сессии ВАСХНИЛ 1948 года с защитой учения И. В. Мичурина и Т. Д. Лысенко от реакционного и метафизического, по его мнению, направления вейсманизма (менделизма-морганизма) в биологической науке. С. Ф. Демидов выступал за развитие травопольной системы земледелия, которая приносила, по его словам, «исключительные, прямо разительные результаты» в районах Поволжья, Северного Кавказа, Украины, Центрально-Чернозёмной полосы и других зонах степного земледелия СССР. Для восстановления плодородия почвы и ликвидации «катастрофического падения урожаев в годы засух» С. Ф. Демидов предлагал осваивать системы правильной почвообработки согласно учению агрономов Советова, Докучаева, Костычева, Тимирязева, Вильямса, производить насаждение лесных полезащитных полос, развивать системы прудов и орошения. С. Ф. Демидов обрушился с резкой критикой на почвоведа профессора А. А. Роде за его монографию «Почвообразовательный процесс и эволюция почв»: «Кто же поверит этому вещуну, решившему припугнуть нас в период перехода к коммунизму?». Пора — заключил Демидов — «решительно положить конец с „хуторами“ в науке, которые носят до сих пор названия „школ“. Надо развивать все отрасли науки на единой, единственно научной основе — диалектического материализма, на основе учения Маркса — Энгельса — Ленина — Сталина, а не так, чтобы сохранять разные направления в науке и пытаться примирить их»

## Публикации
Опубликовано свыше 100 научных работ.
- Развитие сельского хозяйства в послевоенном пятилетии. — М.: Госпланиздат, 1946. — 212 с.
- Экономические основы систем ведения сельского хозяйства. — М., 1959. — 52 с.
- Экономические основы сельскохозяйственного производства пригородной зоны. — М.: Моск. рабочий, 1966. — 84 с.
- Методологические основы планирования сельского хозяйства / Соавт. П. И. Васильев. — М.: Экономика, 1969. — 407 с.

## Награды и премии
- Орден Ленина (29.05.1944)
- Орден Трудового Красного Знамени (1941)
- Орден «Знак Почёта» (1942)
- 7 медалей СССР.